# Murder Squad
Murder Squad ist eine schwedische Death-Metal-Supergroup aus Stockholm, die im Jahr 1993 gegründet wurde. Mitglieder der Band sind oder waren unter anderem auch in Bands wie Carbonized, Dismember, Unanimated, Nifelheim und Entombed tätig. 

## Geschichte
Die Band wurde im Jahr 1993 von Bassist Richard Cabeza, Sänger Matti Kärki, Gitarrist Uffe Cederlund und Schlagzeuger Peter Stjärnwind als Nebenprojekt gegründet. Da die Mitglieder stark mit ihren Hauptbands beschäftigt waren, trafen sich die Mitglieder von Zeit zu Zeit, um alte Lieder von Autopsy zu covern und entwickelten nebenbei einige eigene Lieder. Im Jahr 1996 waren sechs Lieder fertiggestellt und es wurden bisher einige wenige lokale Auftritte gehalten. Im Jahr 2000 begaben sich die Mitglieder in die Das Boot Studios in Stockholm, um das Debütalbum Unsane, Insane and Mentally Deranged aufzunehmen, das 2001 über Pavement Music veröffentlicht wurde. Später unterschrieb die Band einen Vertrag bei Threeman Records, im Jahr 2003 das Album Ravenous Murderous zu veröffentlichen. Als Gastmusiker war dabei auch Chris Reifert als Gitarrist und Sänger zu hören.

## Stil
Die Band spielt Old-School-Death-Metal, wobei die Stücke der Band oft mit den Werken von Autopsy verglichen werden.

## Diskografie
- Unsane, Insane and Mentally Deranged (Album, 2001, Pavement Music)
- Ravenous, Murderous (Album, 2003, Threeman Records)